# Олсен Анна Олександрівна
Анна Олександрівна Олсен — сержант Збройних Сил України, учасниця російсько-української війни, що відзначилася під час російського вторгнення в Україну.

## Життєпис
Анна Олсен народилася 9 лютого 1996 року в Миколаєві. Після закінчення 9-го класу вступила в медичний коледж, хоча хотіла піти у військовий ліцей. Закінчивши у 2015 році коледж з дипломом фельдшера підписала контракт із ЗСУ. З 2017 року служить у складі роти з хіміко-біологічного захисту 503-го підрозділу морської піхоти 36-тої окремої бригади морської піхоти, що базується в її рідному місті. Напередодні повномасштабного вторгнення російських військ перебувала на ротації в тимчасовому пункті управління 36 обрмп в селищі Каменськ на північній околиці Маріуполя. Тут зустріла перші обстріли повномасштабного російського вторгнення в Україну. У березні 2022 року разом з іншими військовими батальйонів морської піхоти перебазувалася на завод імені Ілліча, де також були надійні підземні бункери. Тут вона як фельдшер надавала першу медичну допомогу військовим та цивільним, брала участь в обороні Маріуполя. У ніч з 11 на 12 квітня брала участь у невдалій спробі прориву, а вже надвечір 12 квітня разом з першими морпіхами опинилася в полоні. Їх вивезли на кордон заводу, а далі до села Мирне, у розташування військ ДНР, а через півдня — до колонії в Оленівці на тимчасово окупованій території Донецької області. Ще через тиждень привезли в Таганрог Ростовської області РФ, де утримували в СІЗО та проводили допити. Через 35 днів перевезли до виправної жіночої колонії в місті Валуйки Бєлгородської області, де працювали швачки.
В полоні пробула понад пів року. З Курська літаком доправили в Севастополь, а звідти вантажівками відвезли до Запорізької області. Разом з іншими 108 українськими жінками Анну Олсен 17 жовтня 2022 року обміняли та повернули до України.
Довгий час проходила курс реабілітації. 22 лютого 2023 року брала участь в адвокаційній поїздці Медійних ініціатив за права людини до Сполучених Штатів Америки, де взяла участь у дискусії правників, що працюють із міжнародними злочинами. 22 лютого ми взяли участь у заході, який у Нью-Йорку організували Центр міжнародного правосуддя Сайруса Р. Венса та Асоціація адвокатів штату Нью-Йорк..

## Нагороди
- Орден «За мужність» III ступеня (2022) — за особисту мужність, виявлену у захисті державного суверенітету та територіальної цілісності України, незламність духу і вірність військовій присязі[5].